# Hat Kopf, Hand, Fuss und Herz

Hat Kopf, Hand, Fuss und Herz, Aquarell und Feder auf Baumwolle, über Karton geklebt, 1930, Kunstsammlung Nordrhein-Westfalen, Düsseldorf

Hat Kopf, Hand, Fuss und Herz ist ein Aquarell von Paul Klee aus dem Jahr 1930.

## Geschichte
Die Kunstsammlung Nordrhein-Westfalen in Düsseldorf erwarb 1960 mit der Kollektion des Pittsburger Unternehmers G. David Thompson auch dieses Bild.
Die Herkunft des Titels des Bildes ist unklar. Zum einen veranstaltete das Bauhaus Dessau 1928 ein „bart-herzen-nase-fest“, bei dem auch der Schüler Klees Herbert Bayer anwesend war. Zum anderen wählte Klee bereits 1927 den Titel „Nase, Mund, Brüste; Büste, Lippen, Brüste“ für ein anderes Werk. Auch hatte Klees Freund Hans Arp ein Bild namens „Kopf, Augen, Nase, Schnurrbart“ geschaffen. 

## Beschreibung
Ein kleines rotes Herz befindet sich zentral in einem breitflächigen blassroten Kreuz, das sich fast über die gesamte Bildfläche erstreckt. 
In der linken oberen Ecke erscheint in der Art einer Kinderzeichnung ein stilisierter Kopf mit weißem Stirnband, tellerrunden blauen Augen ohne Pupillen, die Nase wird durch einen dünnen Strich markiert, darunter ein winziger Mund, durch zwei parallele Striche angedeutet.
Im Uhrzeigersinn folgen in den nächsten Ecken auf jeweils einem länglichen graublauen Farbfleck ein Stab mit einer Hand, ein Stab mit Hand und Fuß und ein weiterer Stab mit einem Fuß, der ebenso wie die anderen Körperteile in einer blassroten Farbe ausgeführt ist. Der Bildgrund ist in einem gebrochenen Weiß mit leichten grauen bzw. blaugrauen Verschattungen am Boden und in der oberen linken Bildecke.

## Interpretation
Das Aquarell wird als verkappte Christus-Darstellung mit einem parodistischen Unterton gesehen. Im Hinblick auf den gegen George Grosz geführten Gotteslästerungsprozeß wollte Klee einen etwaigen Blasphemie-Vorwurf vermeiden. In dem Bild wird eine atheistische Position des Künstlers deutlich, die aus Text- und Bildzeugnissen des Künstlers aus seiner gesamten Schaffenszeit dokumentiert wird.

## Rezeption
Im Jahr 1999 ließ sich Marianne Schroeder durch das Aquarell zur Komposition Wie der Klee vierblättrig wurde beeinflussen. Das Werk wurde durch das Ensemble Sortisatio uraufgeführt und auf die CD 8 Pieces on Paul Klee eingespielt.